# Qatar Airways Tournament of Champions 2012
El WTA Tournament of Champions 2012, conegut oficialment com a Sofia Tournament Of Champions 2012, o també Torneig de Sofia 2012, és un esdeveniment de tennis femení sobre pista dura que conclou la temporada dels tornejos International tournaments de la WTA. La quarta edició del torneig es va celebrar entre l'1 i el 4 de novembre de 2012 a l'Arena Armeets de Sofia, Bulgària. Era la primera ocasió que es disputava a Sofia després que les tres primeres edicions es van celebrar a Bali, Indonèsia.

## Sistema de classificació
A aquest torneig només hi tenen accés les 8 tennistes millor classificades en la Cursa de Campiones de l'any 2012 que com a mínim hagin guanyat un títol individual de la categoria International Tournaments i que no participin en la Copa Masters femenina celebrada a Istanbul, però l'organització es reserva el dret de canviar dues participants per invitacions pròpies (wild cards).
En aquesta edició del torneig es va canviar el format de competició, ja que inicialment es disputava per eliminatòries i en aquesta edició es va imitar el sistema del Copa Masters de Round Robin, amb dos grups de quatre tennistes. Cada tennista havia de disputar un partit amb les tres restants del grup i les dues millors de cada grup avançaven a semifinals, la primera d'un grup contra la segona de l'altre grup. La vencedores d'ambdues semifinals disputaven la final del torneig.
La guanyadora del torneig tindria una recompensació econòmica addicional d'un milió de dòlars si almenys hagués guanyat tres torneigs de la categoria International Tournaments, però en aquesta edició no es va donar aquest cas en cap tennista.

## Jugadores

### Torneigs
Tennistes que van aconseguir algun títol individual de la categoria International Tournaments l'any 2012.
| Jugadora                 | Títols                             |
| ------------------------ | ---------------------------------- |
| Lara Arruabarrena Vecino | Bogotà                             |
| Sofia Arvidsson          | Memphis                            |
| Viktória Azàrenka        | Linz                               |
| Tímea Babos              | Monterrey                          |
| Mona Barthel             | Hobart                             |
| Irina-Camelia Begu       | Taixkent                           |
| Kiki Bertens             | Fes                                |
| Alizé Cornet             | Bad Gastein                        |
| Sara Errani              | Acapulco Barcelona Budapest Palerm |
| Kirsten Flipkens         | Ciutat del Quebec                  |
| Daniela Hantuchová       | Pattaya                            |
| Polona Hercog            | Bastad                             |
| Hsieh Su-wei             | Kuala Lumpur Canton                |
| Bojana Jovanovski        | Bakú                               |
| Kaia Kanepi              | Estoril                            |
| Angelique Kerber         | Copenhaguen                        |
| Melanie Oudin            | Birmingham                         |
| Nàdia Petrova            | 's-Hertogenbosch                   |
| Magdaléna Rybáriková     | Washington DC                      |
| Roberta Vinci            | Dallas                             |
| Heather Watson           | Osaka                              |
| Venus Williams           | Luxemburg                          |
| Caroline Wozniacki       | Seül                               |
| Zheng Jie                | Auckland                           |

- En verd les tennistes classificades per disputar WTA Tour Championships 2012, les deu millors tennistes del rànquing femení individual i les cinc millors parelles en el rànquing de dobles.
- En vermell les tennistes que renuncien a participar en el torneig.
- En blau les tennistes que renuncien a participar en el torneig per disputar la final de la Fed Cup 2012, ja que se celebra durant la mateixa setmana.

### Classificades
| Rànquing | Rànquing WTA | Jugadora           | Títols |
| -------- | ------------ | ------------------ | ------ |
| 1        | 11           | Caroline Wozniacki | 1      |
| 2        | 13           | Nàdia Petrova      | 1      |
| 3/WC     | 15           | Maria Kirilenko    | 0      |
| 4        | 16           | Roberta Vinci      | 1      |
| −        | 19           | Kaia Kanepi        | 1      |
| −        | 24           | Venus Williams     | 1      |
| 5        | 25           | Hsieh Su-Wei       | 2      |
| 6        | 29           | Zheng Jie          | 1      |
| 7        | 32           | Daniela Hantuchová | 1      |
| 8/WC     | 44           | Tsvetana Pironkova | 0      |
| S1       | 41           | Sofia Arvidsson    | 1      |
| S2       | 43           | Alizé Cornet       | 1      |

## Fase grups

### GrupSerdika
| Pos. | Rq | Jugadora           | V | D | Sets  | Jocs    |
| ---- | -- | ------------------ | - | - | ----- | ------- |
| 1    | 1  | Caroline Wozniacki | 3 | 0 | 6 – 1 | 40 – 24 |
| 2    | 4  | Roberta Vinci      | 2 | 1 | 4 – 2 | 28 – 18 |
| 3    | 5  | Hsieh Su-Wei       | 1 | 2 | 2 – 5 | 19 – 35 |
| 4    | 7  | Daniela Hantuchová | 0 | 3 | 2 – 6 | 30 – 40 |

|   |                    | Caroline Wozniacki | Roberta Vinci | Hsieh Su-Wei  | Daniela Hantuchová |
| 1 | Caroline Wozniacki |                    | 6−3, 6−1      | 6−2, 6−2      | 3−6, 7−6(4), 6−4   |
| 4 | Roberta Vinci      | 3−6, 1−6           |               | 6−1, 6−2      | 6−1, 6−2           |
| 5 | Hsieh Su-Wei       | 2−6, 2−6           | 1−6, 2−6      |               | 6−1, 0−6, 6−4      |
| 7 | Daniela Hantuchová | 6−3, 6−7(4), 4−6   | 1−6, 2−6      | 1−6, 6−0, 4−6 |                    |

### GrupSredetz
| Pos. | Rq | Jugadora           | V | D | Sets  | Jocs    |
| ---- | -- | ------------------ | - | - | ----- | ------- |
| 1    | 2  | Nàdia Petrova      | 3 | 0 | 6 – 2 | 45 – 32 |
| 2    | 8  | Tsvetana Pironkova | 1 | 2 | 3 – 5 | 31 – 45 |
| 3    | 9  | Sofia Arvidsson    | 1 | 0 | 1 – 0 | 5 – 1   |
| 4    | 6  | Zheng Jie          | 0 | 3 | 1 – 5 | 23 – 32 |
| R    | 3  | Maria Kirilenko    | 1 | 1 | 3 – 2 | 27 – 21 |

|     |                                   | Nàdia Petrova                | Maria Kirilenko · Sofia Arvidsson | Zheng Jie                 | Tsvetana Pironkova   |
| 2   | Nàdia Petrova                     |                              | 3−6, 7−6(4), 6−3 (Kirilenko)      | 6−3, 6−3                  | 5−7, 6−1, 6−3        |
| 3 9 | Maria Kirilenko · Sofia Arvidsson | 6−3, 6−7(4), 3−6 (Kirilenko) |                                   | 5−1, retirada (Arvidsson) | 6−1, 6−4 (Kirilenko) |
| 6   | Zheng Jie                         | 3−6, 3−6                     | 1−5, retirada (Arvidsson)         |                           | 6−2, 4−6, 6−7(4)     |
| 8   | Tsvetana Pironkova                | 7−5, 1−6, 3−6                | 1−6, 4−6 (Kirilenko)              | 2−6, 6−4, 7−6(4)          |                      |

## Fase final
|  | Semifinals | Semifinals         | Semifinals    | Semifinals | Semifinals |               |                    | Final | Final | Final | Final | Final |
|  |            |                    |               |            |            |               |                    |       |       |       |       |       |
|  | 1          | Caroline Wozniacki | 6             | 6          |            |               |                    |       |       |       |       |       |
|  | 8          | Tsvetana Pironkova | 4             | 1          |            |               |                    |       |       |       |       |       |
|  | 8          | Tsvetana Pironkova | 4             | 1          |            | 1             | Caroline Wozniacki | 2     | 1     |       |       |       |
|  |            |                    |               |            |            | 1             | Caroline Wozniacki | 2     | 1     |       |       |       |
|  |            | 2                  | Nàdia Petrova | 6          | 6          |               |                    |       |       |       |       |       |
|  | 4          | 2                  | Nàdia Petrova | 6          | 6          | Roberta Vinci | 7                  | 1     | 4     |       |       |       |
|  | 4          |                    |               |            |            | Roberta Vinci | 7                  | 1     | 4     |       |       |       |
|  | 2          | Nàdia Petrova      | 68            | 6          | 6          |               |                    |       |       |       |       |       |

## Premis
| Ronda                     | Premi (US$)  | Punts    |
| ------------------------- | ------------ | -------- |
| Campiona                  | RR + 190.000 | RR + 195 |
| Finalista                 | RR + 65.000  | RR + 75  |
| Semifinalista             | RR + 10.000  | RR       |
| Round Robin (3 victòries) | 80.000       | 180      |
| Round Robin (2 victòries) | 65.000       | 145      |
| Round Robin (1 victòria)  | 50.000       | 110      |
| Round Robin (0 victòries) | 35.000       | 75       |

- RR representa els punts i els diners aconseguits en la fase de grups (Round Robin).
- Per cada partit disputat en la fase de grups s'aconsegueixen 25 punts automàticament i per cada victòria, 35 punts més.